# Андреев, Анатолий Евгеньевич
Анато́лий Евге́ньевич Андре́ев (бел. Анатоль Яўгенавіч Андрэеў; 1 [14] сентября 1916, Рогачёв, Могилёвская губерния, Российская империя — 26 марта 2005, Минск, Беларусь) — советский государственный и партийный деятель, министр автомобильного транспорта Белорусской ССР (1963—1984), один из руководителей партизанского движения на территории Беларуси во время Великой Отечественной войны, Герой Социалистического Труда (26 августа 1976).

## Биография
Родился 1 (14) сентября 1916 года в городе Рогачёв Могилёвской губернии в семье железнодорожного служащего Евгения Николаевича Андреева и его жены Феоны Фёдоровны.
В 1930 году окончил 7 классов школы. Работал пломбировщиком вагонов на станции Жлобин (Гомельская область). В 1933 году окончил Оршанскую железнодорожную школу ФЗУ. Работал слесарем по ремонту паровозов, кочегаром, помощником паровозного машиниста, а с 1935 года — машинистом в паровозном депо станции Орша (Витебская область, Белорусская ССР). За отличную работу был награждён медалью «За трудовое отличие». Занимался парашютным спортом в Оршанском аэроклубе.

### Военные годы
В июне — августе 1941 года, работая машинистом в прифронтовом районе, участвовал в перевозках войск и эвакуируемого имущества, был машинистом бронепоезда. В сентябре 1941 года в Москве добровольно вступил в партизанский отряд, формируемый начальником паровозного депо станции Орша К. С. Заслоновым. 1 октября 1941 года отряд перешёл линию фронта в Смоленской области и развернул партизанские действия в тылу врага.
А. Е. Андреев был в отряде заместителем начальника разведки — заместителем комиссара отряда, а затем комиссаром отряда. В ноябре 1941 — феврале 1942 года в составе диверсионной группы К. С. Заслонова принимал активное участие в подпольно-диверсионной деятельности на Оршанском железнодорожном узле, а затем в боях на территории Витебской и Минской областей. Стал к тому времени комиссаром объединённых партизанских отрядов Бегомльского района. За время работы в тылу врага участвовал в организации крушений 6 поездов, выведения из строя 170 паровозов, водоснабжения Оршанского железнодорожного узла и поворотного круга в депо. В сентябре 1942 года в составе объединённых отрядов вышел через линию фронта в расположение советских войск.
В декабре 1942 — марте 1943 года, находясь в распоряжении Белорусского штаба партизанского движения, занимался формированием, обучением и подготовкой парашютно-десантного партизанского отряда имени Комсомола БССР для действий в глубоком тылу противника. 4 мая 1943 года вместе с отрядом десантирован в тыл врага. До августа 1944 года в качестве комиссара и командира этого отряда воевал на территории Белостокской области (ныне — территория Гродненской области, Беларусь).
После полного освобождения территории Белоруссии в конце 1944 года был направлен в состав Комиссии уполномоченного Правительства Белорусской ССР по переселению белорусского населения с территории Польши, где проработал до окончания войны. В мае 1945 года вернулся к своей профессии и стал машинистом-инструктором паровозного депо станции Минск.

### Организатор транспортного хозяйства
В 1946—1948 годах — секретарь бюро парторганизации паровозного депо станции Минск. Привлекался к работе в оперативной группе Совнаркома республики по организации вывоза промышленного оборудования из Германии в Белоруссию. В 1950 году окончил Минскую высшую партийную школу, в 1959 году — Высшую партийную школу при ЦК КПСС (заочно).
В 1950—1960 годах — заведующий отделом транспорта, дорожного хозяйства и связи Управления делами Совета Министров Белорусской ССР. В 1960—1961 годах — первый заместитель, а в 1961—1963 — начальник Главного управления автомобильного транспорта при Совете Министров Белорусской ССР. В 1963 году Главное управление было преобразовано в Министерство автомобильного транспорта Белорусской ССР, и А. Е. Андреев был назначен министром. В этой должности он проработал вплоть до выхода на пенсию в 1984 году.
В начале 1970-х годов под его руководством Министерство автомобильного транспорта республики впервые перешло на полный хозрасчёт и самофинансирование, что позволило не только гарантировать своевременную выплату нормативных отчислений в бюджет, но и значительно повысить качество работ и услуг, снизить их себестоимость, улучшить условия труда и быта транспортников. Результаты этого эксперимента изучались и широко использовались в других отраслях народного хозяйства республики, а также в ряде союзных республик.
За заслуги в развитии автомобильного транспорта Белорусской ССР, активную общественную деятельность и большой личный вклад в организацию партизанского движения в годы Великой Отечественной войны Андрееву Анатолию Евгеньевичу Указом Президиума Верховного Совета СССР от 26 августа 1976 года присвоено звание Героя Социалистического Труда с вручением ордена Ленина и золотой медали «Серп и Молот».
Член ЦК Компартии Беларуси, заместитель председателя Ревизионной комиссии Компартии Беларуси. Народный депутат СССР в 1989—1991 годах, депутат Верховного Совета Белорусской ССР.

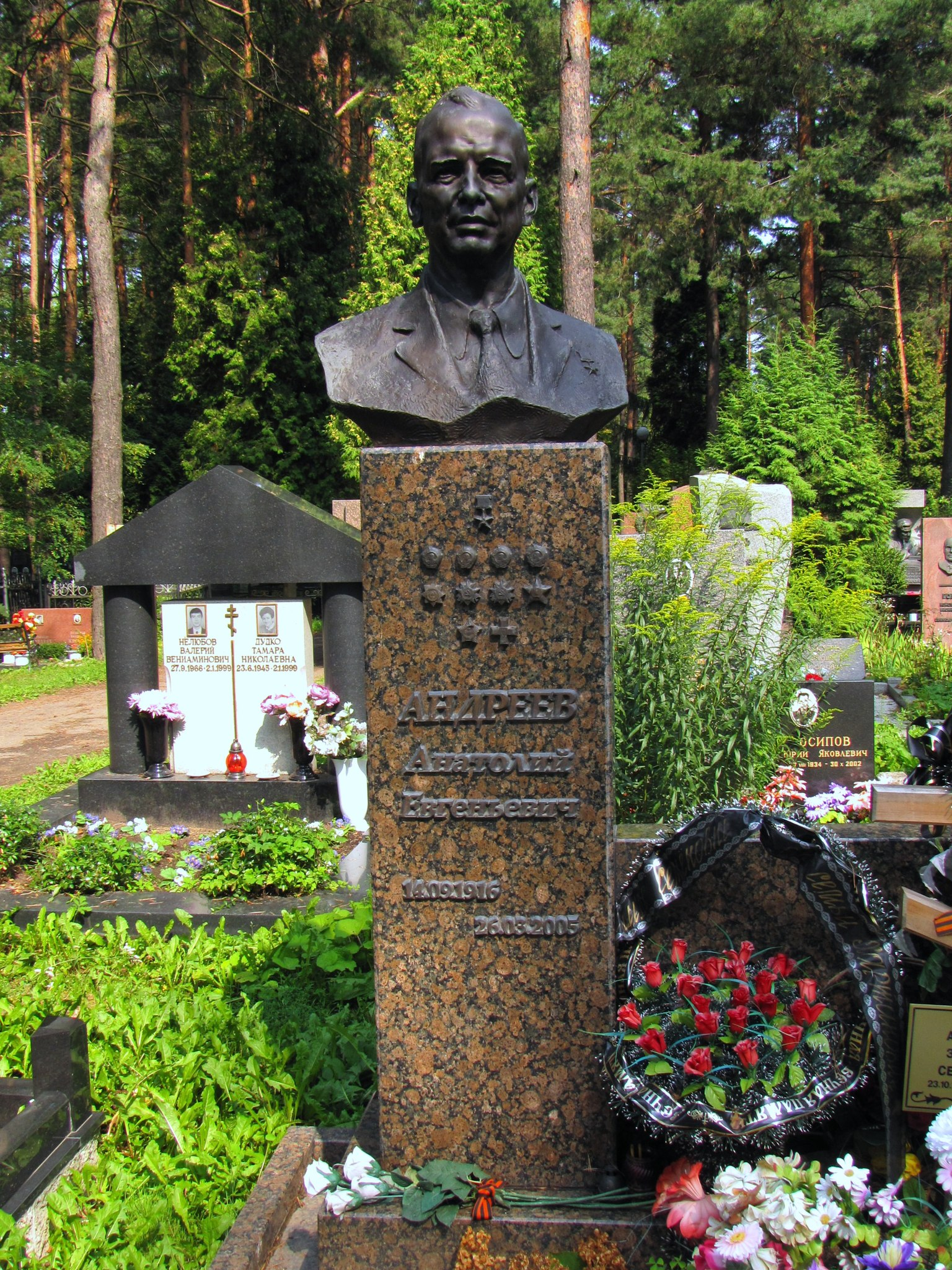
Надгробный памятник А. Е. Андреева на Восточном кладбище в Минске

### Общественная деятельность. Последние годы жизни
После выхода на пенсию активно включился в работу Всесоюзного совета ветеранов войны и труда. В 1987—1994 годах — председатель Белорусского республиканского совета ветеранов войны и труда, с 1994 года — почётный председатель Совета. В 1968—1988 годах — заместитель председателя центрального правления Общества советско-вьетнамской дружбы и председатель Белорусского отделения этого общества. С марта 1987 года по апрель 1992 года являлся председателем Комиссии по делам бывших партизан и подпольщиков при Президиуме Верховного Совета Белорусской ССР.
Жил в Минске. Умер 26 марта 2005 года на 89-м году жизни. Похоронен на Восточном (Московском) кладбище в Минске.

### Семья
Жена Зинаида Семёновна Андреева (1920—2010). Дети: Валентина Анатольевна Радаева (род. 1945), Михаил Анатольевич Андреев(1948).

## Награды
- Герой Социалистического Труда (26.08.1976)
- 4 ордена Ленина (14.11.1942, 5.10.1966, 25.08.1971, 26.08.1976)
- 2 ордена Отечественной войны 1-й степени (1.01.1944, 11.03.1985)
- орден Красной Звезды (1.01.1949)
- медаль «За трудовое отличие» (23.11.1939)
- медаль «Партизану Отечественной войны» 1-й и 2-й степени
- другие медали
- белорусский орден Отечества 3-й степени (30.12.1996)
- польский орден «Крест Грюнвальда» 3-й степени
- вьетнамский орден Дружбы

## Почётные звания
- Почётный гражданин города Орша (Витебская область)
- Почётный гражданин города Щучин (Гродненская область)
- Почётный гражданин Мостовского района Гродненской области

## Память
В Минске на доме (улица Якуба Коласа, дом 7), в котором жил А. Е. Андреев, 17 ноября 2006 года установлена мемориальная доска.

## Сочинения
Андреев А. Е. Былое. Воспоминания бывшего командира партизанского отряда. — Минск, 2004. — 248 с. — ISBN 985-6544-52-1.